# Legenda o dzielnym Rob Royu
Legenda o dzielnym Rob Royu (ang. Rob Roy) – australijski film animowany z 1987 roku wyprodukowany przez Burbank Films Australia. 

## Obsada (głosy)
- Tim Elliot
- Ron Haddrick
- Jane Harders
- Phillip Hinton
- Simon Hinton
- Andrew Inglis
- Bill Kerr
- Andrew Lewis
- Bruce Spence
- Nick Tate

## Wersja polska
Wersja wydana w serii Najpiękniejsze baśnie i legendy na DVD z angielskim dubbingiem i polskim lektorem.
- Dystrybucja: Vision